# Von Panzern überrollt
Von Panzern überrollt (Originaltitel: Darby’s Rangers) ist ein US-amerikanischer Kriegsfilm des Regisseurs William A. Wellman aus dem Jahr 1958. Die Erstaufführung in Deutschland fand am 23. Mai 1958 statt.

## Handlung
Major Darby ist der Kommandeur des 1. Ranger Battalions der US Army. Die Truppe wird von britischen Kommandoteilen in Schottland trainiert. Darby und sein Sergeant Rosen erklären ihren Leuten, dass die britischen Kommandoeinheiten die besten der Welt seien, doch nun von ihnen abgelöst werden sollen. Die Amerikaner werden in schottischen Familien untergebracht, wobei sich auch Liebschaften bilden. So tut sich Burns mit Peggy McTavish, der Tochter des schottischen Kommandeurs zusammen. 
Nach der Invasion in Nordafrika werden zwei Ranger-Bataillone gebildet und Darby zum Colonel befördert. Der West-Point-Absolvent 2nd Lieutenant Dittman lernt Angelina kennen, die ihn aus seiner militärischen Fixierung befreit. Bei den Kämpfen in Italien werden italienische Dörfer bombardiert. Die Männer müssen vor Scharfschützen auf der Hut sein. Danach folgt ein Feuergefecht mit deutschen Truppen.
Darby vertraut sich seinem Sergeant an und verrät ihm, dass er einen Albtraum hat, in dem er von einem Zug überfahren wird. Bei der Schlacht von Anzio geraten das 1. und das 2. Ranger-Bataillon in einen Hinterhalt und werden vernichtet. Darby selber versucht, mit dem 4. Bataillon Entsatz zu leisten, doch er hat keinen Erfolg. Von den 767 Männern kommen nur sieben zurück. Die meisten ihrer Kameraden geraten in deutsche Kriegsgefangenschaft.

## Kritiken
„Inszenatorisch schwacher Kriegsfilm, der auf unangenehm-aufdringliche Weise Landserhumor, harte Gefechtsbilder, Begeisterungsmusik und die offenbar dazugehörigen Liebesaffären zu einem ungenießbaren Gebräu mischt.“

## Hintergrund
- Der Film ist die vorletzte Arbeit von Regisseur Wellman.
- In einer Nebenrolle als Private Clatworthy ist der Sohn des Regisseurs William Wellman jr. zu sehen.
- Für die Rolle des Major Darby war Charlton Heston vorgesehen. Garner, dem deutschen Fernsehpublikum in den 1970er Jahren bekannt durch Detektiv Rockford – Anruf genügt, spielte eine Nebenrolle. Doch Heston verließ den Film, und Garner übernahm seine Rolle.
- Produzent Rackin war der Produktionschef von Paramount in den Jahren 1960 bis 1964.
- Drei Oscar-Gewinner arbeiteten am Film mit: Regisseur Wellman (Oscar 1938 für das beste Drehbuch), Komponist Steiner (Oscars 1936, 1943, 1945) und Kostüm-Designerin Marjorie Best (Oscar 1950).

## Historischer Hintergrund
- Die Schlacht von Anzio fand im Januar 1944 im Rahmen der alliierten Landeoperation Operation Shingle statt.